# Schepsmolen
De Schepsmolen is een voormalige watermolen op de Grote Nete in de Belgische gemeente Balen. Hij werd ook wel Het Zwaddergat genoemd. De molen bevond zich nabij gehucht Scheps aan de Schepsmolenstraat.
In vroeger tijden was het een banmolen. Op de Ferrariskaart uit de jaren 1770 is hij aangeduid als de Moulin de Schepser. De molen heeft zeker tot in de 19e eeuw bestaan. In 1906 werd hij onteigend; het molengebouw werd later in baksteen herbouwd.